# Peter Lippmann
Ne doit pas être confondu avec Peter Lipman.
Peter Lippmann est un photographe publicitaire français né en 1956 à New York et vivant à Paris. Il est connu, notamment, pour avoir réalisé en 2011 la série de pastiches de tableaux célèbres, La Madeleine à la veilleuse de Georges de La Tour et autres, pour les chaussures de luxe de Christian Louboutin.

## Biographie
Peter Lippmann a débuté en 1982 comme assistant du photographe Detlef Trefz.